# Gabin (groupe)
Pour les articles homonymes, voir Gabin.

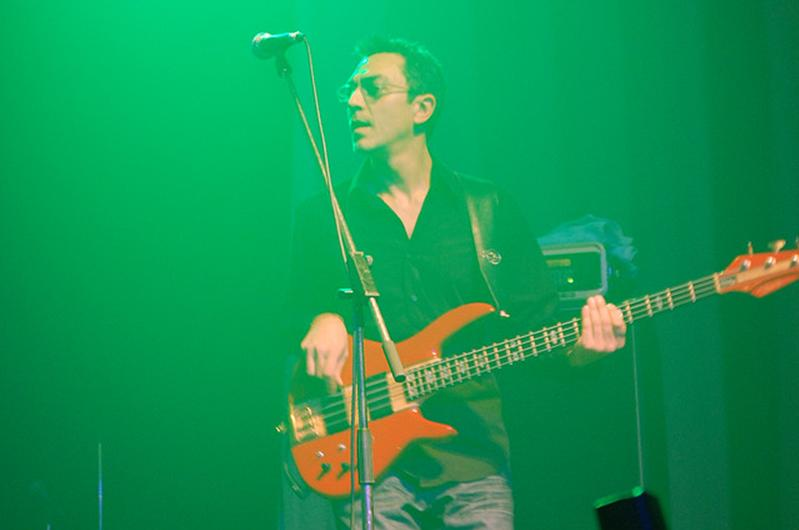
Massimo Bottini avec Gabin en 2012.

Gabin (prononcé Gââh-banne) est un groupe de nu jazz italien composé de Massimo Bottini et Filippo Clary. 
Le nom du groupe fait référence à l'acteur français Jean Gabin.

## Historique
Leur premier album, Gabin (2002), comprend les singles Doo Uap, Doo Uap, Doo Uap, sur lequel joue Stefano Di Battista, Sweet Sadness et La Maison, le premier ayant eu un succès international dans plus de 35 pays, de l'Argentine à la Russie en passant par la Nouvelle-Zélande et les États-Unis. 
En 2004, ils ont sorti leur deuxième album, Mr. Freedom, auquel ont participé la chanteuse Dee Dee Bridgewater, sa fille China Moses et Edwyn Collins. Leur troisième album, Third and Double, est sorti en mars 2010.

## Discographie
- Gabin (2002, Astralwerks)
- Mr. Freedom (2004, EMI)
- Third and Double (2010, 101 DISTRIBUTION)
- The First Ten Years (2012, Rnc Music)
- Tad/Replay (2012, Rnc Music)
- Soundtrack System (2014, Rnc Music)